# Рудаков, Константин Владимирович
Константи́н Влади́мирович Рудако́в (21 июня 1954, Верея, Московская область — 10 июля 2021) — российский математик, академик РАН (2016), заместитель директора Федерального исследовательского центра «Информатика и управление» РАН, заведующий кафедрой «Интеллектуальные системы» Московского физико-технического института.

## Биография
Окончил в 1971 году школу № 17 в городе Мытищи. В том же году поступил на факультет управления и прикладной математики МФТИ. Окончил институт в 1978 году и поступил в аспирантуру Вычислительного центра АН СССР. В июне 1981 года защитил кандидатскую диссертацию по теме «О некоторых классах алгоритмов распознавания». С января 1982 года работает в Вычислительном центре АН СССР (РАН).
Во время учёбы в МФТИ интенсивно занимался изучением функционального анализа, топологии, алгебры, математической логики и дискретного анализа.
В 1984 году стал лауреатом премии Ленинского комсомола в области науки и техники. Докторскую диссертацию «Теория универсальных и локальных ограничений для алгоритмов распознавания» защитил в ВЦ РАН в январе 1992 года. 30 мая 1997 года был избран членом-корреспондентом РАН по Отделению информатики, вычислительной техники и автоматизации. В 2003 году совместно с академиком Ю. И. Журавлёвым стал лауреатом Ломоносовской премии I-й степени. С 28 октября 2016 года — академик РАН по Отделению математических наук (прикладная математика и информатика).
К. В. Рудаков — заведующий отделом Интеллектуальных систем ВЦ РАН, заведующий кафедрой «Интеллектуальные системы» ФУПМ МФТИ, профессор кафедры математических методов прогнозирования факультета ВМК МГУ (с 1997) и Математического факультета МПГУ, член ряда учебных и научных советов и редколлегий научных журналов. Главный редактор журнала «Доклады Российской академии наук. Математика, информатика, процессы управления» (с 2019).

## Научная деятельность
Основные научные результаты посвящены развитию алгебраического подхода к синтезу корректных алгоритмов на основе эвристических информационных моделей, основы которого были заложены Ю. И. Журавлёвым в середине 1970-х годов.

## Публикации
1. О числе гиперплоскостей, разделяющих конечные множества в эвклидовом пространстве // Доклады АН СССР, 1976, т. 231, № 6
2. О корректности алгоритмов распознавания типа потенциальных функций // ЖВМ и МФ, 1980, т. 20, N 3
3. О модели алгоритмов распознавания для решения одной задачи прогнозирования // Кибернетика, 1983, N 4 (совм. с В. В. Березиной)
4. Алгоритмы вычисления оценок для задачи распознавания с континуальной начальной информацией // ЖВМ и МФ, 1984, т. 24, N 12 (совм. с А. Р. Ашуровым)
5. О некоторых универсальных ограничениях для алгоритмов классификации // ЖВМ и МФ, 1986, т. 26, N 11
6. Об алгебраической коррекции процедур обработки (преобразования) информации // Проблемы прикладной математики и информатики. М.: Наука, 1987 (совм. с Ю. И. Журавлёвым)
7. О симметрических и функциональных ограничениях для алгоритмов классификации // ДАН СССР. 1987.Т. 297, N 1
8. Универсальные и локальные ограничения в проблеме коррекции эвристических алгоритмов // Кибернетика. 1987. N 2.
9. Полнота и универсальные ограничения в проблеме коррекции эвристических алгоритмов классификации // Кибернетика. 1987. N 3.
10. Симметрические и функциональные ограничения в проблеме коррекции эвристических алгоритмов классификации // Кибернетика. 1987. N 4.
11. О применении универсальных ограничений при исследовании алгоритмов классификации // Кибернетика. 1988. N 1.
12. Алгоритм синтеза корректных процедур распознавания для задач с непересекающимися классами // ЖВМ и МФ. 1988. Т. 28, N 9 (совм. с С. В. Трофимовым)
13. Об алгебраической теории универсальных и локальных ограничений для задач классификации // Распознавание, классификация, прогноз. М.: Наука, 1989
14. Об алгебрологическом синтезе корректных процедур распознавания на базе элементарных алгоритмов // ЖВМ и МФ. 1995. Т. 35 (совм. с Е. В. Дюковой и Ю. И. Журавлёвым)
15. Synthesis of a Multizone Survey Visualization Palette on the Learning Basis // Pattern Recognition and Image Analysis, 1998, Vol. 8, No. 4 (совм. с Л. М. Местецким)
16. О методах оптимизации и монотонной коррекции в алгебраическом подходе к проблеме распознавания // Доклады РАН. 1999. Т. 367 № 3. С. 314—317 (совм. с К. В. Воронцовым)
17. О структуре метрических технологий DataMining // Искусственный интеллект, 2002, № 2 (совм. с Г. В. Никитовым)
18. О проблеме синтеза обучаемых алгоритмов выделения трендов (алгебраический подход) // Прикладная математика и информатика, 2001, № 8. (совм. с Ю. В. Чеховичем)
19. Алгебраический подход к проблеме синтеза обучаемых алгоритмов выделения трендов // Доклады РАН, 2003, том 388, № 1 (совм. с Ю. В. Чеховичем)